# Katri-Helena Eskelinen
Katri-Helena Eskelinen (née le 8 avril 1925 à Siilinjärvi - morte le 14 juillet 2014 à Siilinjärvi) est une ministre et député finlandaise.

## Biographie
Katri-Helena Eskelinen, représentant le Parti du centre, est élue dans la circonscription du comté de Kuopio en 1966–1987.
Elle a occupé le poste de second ministre des Affaires sociales et de la Santé en 1970-1971 et 1979-1982.